# Zarządzanie prawami cyfrowymi
Zarządzanie prawami cyfrowymi (z ang. digital rights management, DRM) – system zabezpieczeń oparty na mechanizmach kryptograficznych lub innych metodach ukrywania treści mający przeciwdziałać używaniu danych w formacie elektronicznym w sposób sprzeczny z wolą ich wydawcy.
W założeniu mechanizm taki ma służyć ochronie praw autorskich twórców, w praktyce może być wykorzystany do dowolnego ograniczenia możliwości korzystania z danych w systemach komputerowych i multimedialnych. DRM jest szczególnym przypadkiem systemu zarządzania prawami do informacji (IRM), stosowanego także do ochrony informacji objętych różnymi formami utajnienia.

## Podstawy działania
W spotykanych obecnie systemach DRM, dostawca treści, zanim przekaże dane odbiorcy, zabezpiecza je przed odczytem przez zaszyfrowanie (lub zastosowanie innej transformacji mającej na celu utrudnienie odtworzenia pierwotnej postaci pliku). Informacje niezbędne do odszyfrowania danych nie są ujawniane odbiorcy, a jedynie zaszyte w odpowiednio zaprojektowanej aplikacji lub platformie sprzętowej (np. komputerze PC z układami TCPA albo w odtwarzaczu multimedialnym).
Dzięki wykorzystaniu tej architektury, dostawca może wymusić na użytkowniku niedysponującym odpowiednim zapleczem technicznym dowolnie zdefiniowane zasady korzystania z dostarczonych treści (np. może ograniczyć liczbę wykonywanych kopii, pozbawić go możliwości modyfikacji danych), czy wręcz odebrać użytkownikowi jakiekolwiek możliwości odczytu treści po upływie zadanego czasu.

## Skuteczność stosowania
Współcześnie używane mechanizmy DRM stanowią skuteczną metodę ograniczania działań przeciętnych użytkowników komputera lub systemu multimedialnego. Mimo to niemal wszystkie z nich okazują się podatne na ataki ze względu na wyidealizowane założenia technologiczne, błędy projektowe albo usterki programistyczne; taki los spotkał mechanizmy stosowane w nośnikach DVD, Blu-ray, HD-DVD i wiele innych. Przełamanie tych mechanizmów ma różnego rodzaju skutki, na przykład umożliwia kopiowanie danych, czy też tworzenie odtwarzaczy open source dla nośników multimedialnych.
Ze względu na podatność stosowanych rozwiązań na próby przełamania zabezpieczeń, producenci systemów DRM często starają się ograniczyć badanie systemów DRM oraz publikowanie informacji o błędach w nich znalezionych przez stosowanie gróźb prawnych, ale działania te z reguły okazują się nieskuteczne. Prawdopodobnie najbardziej znaną sprawą tego typu był proces rozpoczęty na wniosek DVD Copy Control Association i Motion Picture Association przeciwko Norwegowi Jonowi Johansenowi za złamanie zabezpieczeń Content Scrambling System płyt DVD; w 2003 sąd w Oslo uniewinnił Johansena. Innym głośnym przypadkiem było zatrzymanie w Stanach Zjednoczonych rosyjskiego programisty Dmirtija Szklarowa, którego po wielomiesięcznym pobycie w areszcie ostatecznie nie oskarżono przed sądem za ominięcie mechanizmów DRM w plikach PDF.
W wielu krajach, grupy związane z dostawcami treści lobbują za zaostrzeniem przepisów i zakazaniem publikowania informacji o błędach w systemach DRM.

## Dziura analogowa
Poważnym problemem, z którym borykają się technologie DRM, jest brak możliwości kontroli danych na wyjściach analogowych z urządzenia (złącza słuchawkowe, video), gdzie możliwe byłoby podłączenie urządzeń rejestrujących i utworzenie nowej kopii cyfrowej o stosunkowo wysokiej jakości. Aby uchronić się przed takimi działaniami, wyjścia wysokiej jakości implementowane są coraz częściej z wykorzystaniem technologii cyfrowych z wbudowanym DRM (np. HDMI z HDCP); zaś odtwarzanie treści przez złącza analogowe lub w przypadku wykrycia nieautoryzowanego podłączenia cyfrowego odbywa się przy znacznej degradacji jakości sygnału.
Idąc krok dalej, system operacyjny Windows Vista podczas odtwarzania utworów zabezpieczonych przez WMDRM z włączoną opcją PVP obniża jakość chronionego sygnału wyjściowego na monitorach oraz złączach audio, z których zabezpieczony utwór mógłby zostać nagrany. Ta funkcja budzi wiele zastrzeżeń ze strony części ekspertów, w tym Petera Gutmanna, ponieważ oznacza, że pewne produkty będą znacząco dyskryminowane przez system operacyjny, jeśli ich producent nie uiści opłat za certyfikację.

## Kontrowersje
Technologie DRM stały się przedmiotem znaczącej kontrowersji. Zdaniem części dostawców treści, korzystanie z takich rozwiązań jest koniecznością w celu ochrony dochodów twórców w dobie piractwa elektronicznego i sieci P2P. Krytycy, z Free Software Foundation i Electronic Frontier Foundation na czele, uważają jednak, że nieuczciwie odbierają im kontrolę nad własnymi komputerami oraz ograniczają ustawowe prawa do korzystania z treści w celu wygenerowania dodatkowych zysków.
Podstawowym zarzutem wobec systemów DRM jest fakt, że stosowane są często nie tyle do ochrony praw autorskich, co jako metoda arbitralnego, potencjalnie bezprawnego ograniczenia przywilejów konsumenckich, np. przez uniemożliwienie wykonywania prywatnych kopii zakupionych utworów, czy, jak np. w przypadku płyt DVD, utrudnienie korzystania z utworów w określonych rejonach geograficznych, uniemożliwienie przewinięcia reklam i obwieszczeń poprzedzających film (patrz Content Scrambling System). Klienci, którzy przekonani są, że nabywają pełnowartościową kopię utworu i będą mogli wykorzystać ją w pełnym zakresie dozwolonym przez prawo, mogą więc czuć się w związku z tym wprowadzeni w błąd.
W pewnych przypadkach, oprogramowanie DRM dostarczane jest bez wiedzy i zgody użytkownika, jak miało to miejsce m.in. w przypadku płyt CD Sony: niektóre wyprodukowane przez tę firmę płyty kompaktowe z muzyką instalowały w systemie Windows bez wiedzy użytkownika oprogramowanie typu rootkit, równocześnie – ze względu na błędy programistyczne – znacznie obniżając poziom bezpieczeństwa systemu. Sprawa ta zakończyła się serią procesów, także z urzędu oraz wieloma ugodami sądowymi na niekorzyść firmy. Oprogramowanie takie może też po prostu bez wiedzy użytkownika ograniczać sposoby, na jakie może on prywatnie korzystać z posiadanego urządzenia.
Zintegrowane układy wspierające DRM oraz współpracujące z nim oprogramowanie są w ostatnich latach rutynowo instalowane w masowo produkowanych komputerach, a docelowo miałyby znaleźć się na każdej platformie produkowanej przez szerokie konsorcjum dostawców – co budzi wątpliwości dotyczące możliwości dokonywania swobodnego, świadomego wyboru przez potencjalnych nabywców.
Krytyka technologii DRM posunęła się w środowiskach FLOSS tak daleko, że w szkicu trzeciej wersji licencji GNU GPL znalazł się nawet kontrowersyjny (i krytykowany przez Linusa Torvaldsa) punkt zabraniający wykorzystywania oprogramowania na tej licencji w systemach DRM. Należy odnotować jednak, że istnieją mniej restrykcyjne formy DRM (np. FairPlay).
DRM przez przeciwników nazywany bywa digital restrictions management – „cyfrowe zarządzanie ograniczeniami”.

## Kampanie przeciwko DRM
Przeciwko DRM wypowiadają się obecnie też sprzedawcy oprogramowania. Przykładowo GOG.com rozpoczął kampanię FCK DRM. Są również inne - np. przeciwko stosowaniu DRM przez firmę HP.

## Inne zastosowania
Wspierany sprzętowo DRM (w oparciu o TCPA i Palladium) jest rozważany jako mechanizm do nadzorowania obiegu dokumentów w firmach. W takim rozwiązaniu autor lub pracodawca może ograniczyć możliwość drukowania lub przesyłania wybranych, poufnych plików. Technologia ta określana jest jako E-DRM (Enterprise DRM) lub IRM (Information Rights Management).

## Przykłady komercyjnych DRM
- Content Scrambling System
- FairPlay
- Windows DRM
- HDTV
- Serial copy management system
- Macrovision
- CoreMedia DRM
- AACS
- HDCP
- Widevine